# Surfbrett
Ein Surfbrett ist ein aus einem schwimmfähigen Material hergestelltes Brett, das als Sportgerät zum Wellenreiten oder in Verbindung mit einem Segel zum Windsurfen dient.

## Material
Das Kernmaterial bei Surfbrettern ist Hartschaum. Die Beschichtung ist meist aus Polyester- oder Epoxydharz-getränktem Glasfasergewebe. Bei modernen Wellenreitbrettern wird ein Kern verwendet, der in der Mitte eine heliumgefüllte Blase enthält, was das Gewicht der Surfbretter zusätzlich reduziert und den Auftrieb erhöht. Vereinzelt werden Surfbretter auch aus Balsaholz hergestellt. Diese sind, wenn zusätzlich mit einem Styroporkern versehen, leichter als herkömmlich hergestellte Bretter. Daneben gibt es noch Surfbretter aus Holz, die – in der Bauweise vergleichbar einem Flugzeugflügel – innen hohl sind.
Um die Längsstabilität zu gewährleisten, wird mittig in Längsrichtung eine dünne Sperrholzplatte eingebaut, der Stringer. Er gleicht die Lastverteilung aus, damit das Brett nicht auseinanderbricht.

## Allgemeines zu Bauformen
Je nach Anwendungszweck gibt es unterschiedliche Bauformen. Diese bestimmen Drehverhalten, Auftrieb und Handhabbarkeit, und damit letztendlich die Verwendung des Brettes.
Die Größe eines Surfbrettes wird üblicherweise in Feet (Fuß) und Inch (Zoll) angegeben, beim Windsurfen sind auch Zentimeter üblich. Charakteristisch bei Windsurfbrettern ist das in Litern angegebene Volumen, das den statischen Auftrieb bestimmt.
Die Finne ist in den Finnenkasten im Heck des Brettes eingeschraubt und dient der Richtungsstabilität. Es gibt unterschiedliche Normen für den Finnenkasten beim Windsurfen: Powerbox, US-Box, Tuttle Box, deep Tuttle Box, Powertrim Box, Tiga Conic Box. Wellenreit- und Windsurf Wave Bretter haben oft zwei oder drei Finnen.
Windsurfbretter der Longboardklasse und Anfängerbretter besitzen ein bewegliches Schwert nahe der Mitte des Brettes. In ein Windsurfbrett ist eine Schiene zur Befestigung des Mastfußes integriert. Diese dient zur Aufnahme des Power-Joint und damit des Mastfußes und ist je nach Segelgröße in Längsrichtung verstellbar.
Die Fußschlaufen bei Windsurfbrettern, mindestens zwei vorne und eine oder zwei hinten, sind je Fußgröße einstellbar und können meist auch am Brett versetzt werden.

## Bauformen beim Windsurfen
Windsurfbretter bezeichnet man nach ihren unterschiedlichen Einsatzbereichen:
- Wave: Wavebretter gibt es im Bereich von ca. 65 bis 95 Litern. Sie sind klein, wendig und bieten im Normalfall nicht genügend statischen Auftrieb, um das Gewicht des Surfers und des Riggs zu tragen (Sinker). Dieser fehlende Auftrieb wird aber durch den hydrodynamischen Auftrieb beim Fahren wieder ausgeglichen, zumal Wavebretter einige Erfahrung im Windsurfen voraussetzen. Erreicht wird die hohe Drehfreudigkeit, neben dem geringen Volumen, durch eine ausgeprägte Bug- und Heckaufbiegung (Scoop und Rocker genannt), sowie eine runde Außenform (Outline).
- Freeride: Freeridebretter erfreuen sich großer Beliebtheit bei den meisten Gelegenheits- und Hobbysurfern, da sie unkompliziertes Handling bieten und leicht zu halsen sind. Mit Brettvolumina, die zwischen 90 und 150 Litern liegen, decken sie den größten Bereich bei den Windsurfbrettern ab und werden von Surfern jedes Alters und Gewichtes gefahren. Ihr Einsatzzweck ist hauptsächlich „normales“ Fahren, ob zur Entspannung oder um das einzigartige Gefühl des „Dahingleitens“ zu erleben.
- Freestyle: Diese Bretter zeichnen sich durch hohe Drehfreudigkeit und Manövrierbarkeit aus und liegen im Volumenbereich von ca. 85 bis 110 Litern. Sie werden vornehmlich zum Ausführen von speziellen Manövern wie Sprüngen, Rotationstricks und Segeltricks benutzt.
- Freemove: Bretter dieser Kategorie verbinden Eigenschaften von Wave-, Freestyle- und Freeridebrettern und verstehen sich als eine Art „Allrounder“. Ihre Volumina liegen zwischen circa 85 und 120 Litern.
- Formula: Formulabretter sind im Vergleich zu den oben genannten Brettarten breiter und voluminöser, sind auf Geschwindigkeit und „Höhe laufen“ (Fahrt in Richtung Luv) optimiert und kommen im professionellen Wettkampf öfter vor als im Hobbybereich. Merkmale der Brettkonstruktion sind hohe Kippstabilität bei gleichzeitig relativ wenig Reibung: Der Surfer verlagert das Gewicht derart, dass nur eine Hälfte des Brettes Wasserkontakt hat, verringert somit also die Reibung, und kann trotzdem bei Halsen und Wenden leichter das Gleichgewicht halten.
- Speed: Die speziellen Bretter dieser Kategorie finden im Hobbybereich weniger Verbreitung und werden zumeist von Profis (z. B. Finian Maynard, Bjørn Dunkerbeck) eingesetzt, um neue Geschwindigkeitsrekorde aufzustellen. Gekennzeichnet sind die Bretter durch eine äußerst geringe Breite von ca. 25–35 cm, geringem Volumen (Sinker) und einer geringen Bug- und Heckaufbiegung. Diese Bretter werden auch als Needle bezeichnet.
- Einsteigerbretter: Diese Surfbretter zeichnen sich durch großes Volumen (über 140 Liter) und große Breite aus. Oft besitzen sie auch ein Schwert, um die Kippstabilität zu erhöhen und ein Abtreiben des Surfanfängers zu vermeiden. Früher wurden diese Bretter auch Longboards genannt, wie die großen Wellenreitbretter. Seit den 2000ern sind die Einsteigerbretter aber deutlich kürzer und viel breiter geworden, da die Länge eher hinderlich für die Handhabung ist, jedoch die Breite für Einsteiger die erforderliche Kippstabilität gewährleistet.
- Tandembretter: Diese relativ wenig verbreiteten Bretter besitzen zwei Schienen zur Mastfußbefestigung und ermöglichen dadurch die Montage von zwei Segeln. Dies erfordert vor allem bei Wendemanövern die synchrone Ausführung beider Surfer.

## Bauformen beim Wellenreiten
Surfbretter zum Wellenreiten besitzen – im Gegensatz zu Windsurfbrettern – keine Fußschlaufen. Um die Standfestigkeit auf der nassen Oberfläche zu erhöhen, bietet der Markt verschiedene Surfwachse, welche auf die Standfläche des Surfbretts aufgetragen werden. Je nach Wassertemperatur gibt es verschiedene Sorten mit den Bezeichnungen Cold (bis 14 °C), Cool (13 bis 20 °C), Warm (19 bis 26 °C) und Tropic (ab 24 °C Wassertemperatur).
Beim Wellenreiten werden grundsätzlich zwei verschiedene Brettarten unterschieden: das Longboard und das Shortboard.
Jede Brettart hat besondere Eigenschaften im Bezug auf Auftrieb, Stabilität, Manövrierbarkeit und Geschwindigkeit des Surfbretts. Von einem Longboard ist die Rede, wenn die Länge 8 Fuß (ca. 2,44 Meter) überschreitet. Kürzere Surfbretter werden als Shortboard bezeichnet.

### Longboard

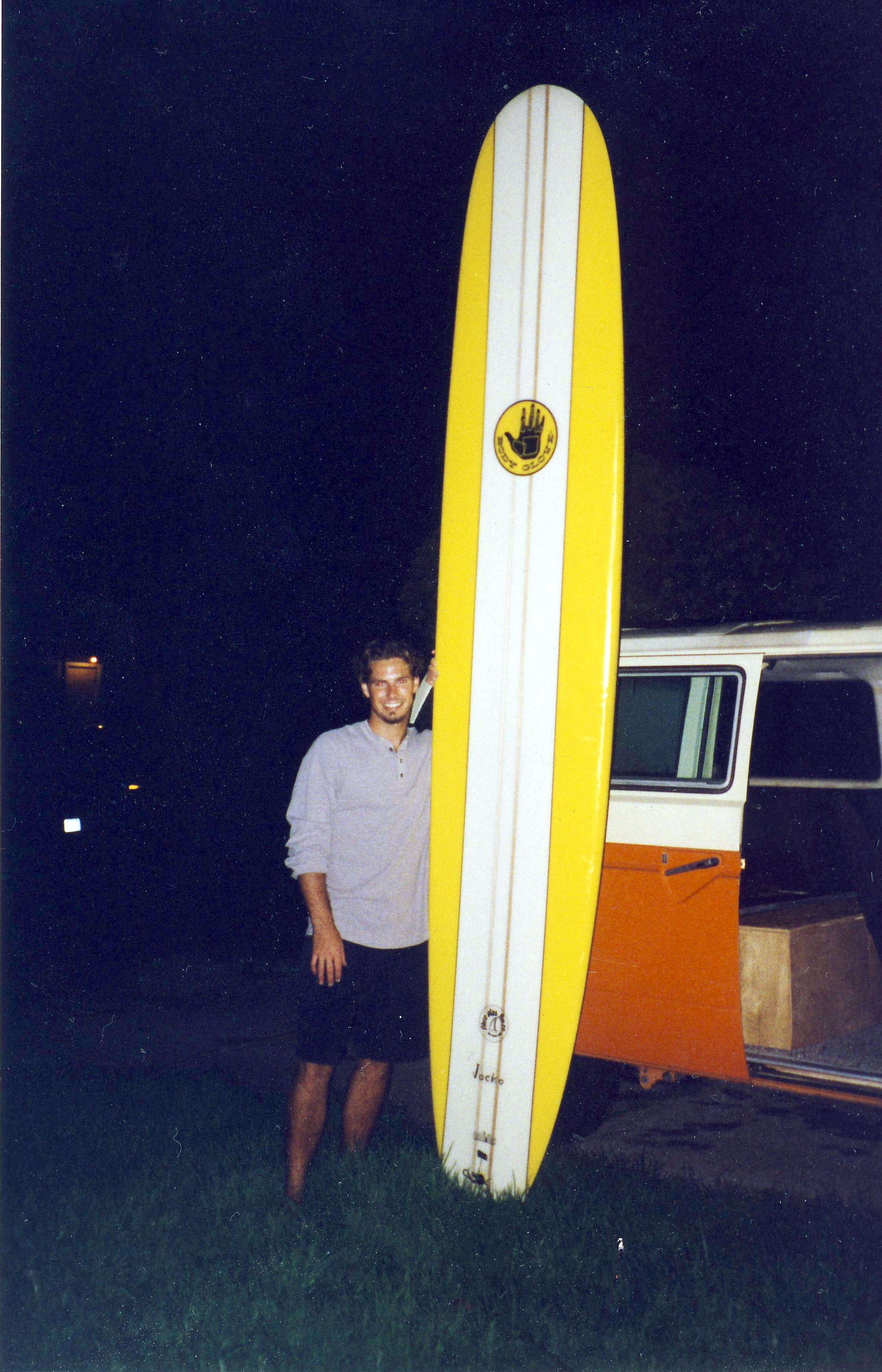
Longboard

Beim Longboard werden zusätzlich diejenigen unter 9 Fuß (ca. 2,74 Meter) oft auch als Malibu bezeichnet. Longboards sind meist relativ dick und haben eine gerundete Spitze, auch Nase genannt. Einsteiger und leicht Fortgeschrittene sollten zum Malibu (Funboard) greifen, mit dem das „Erwischen“ der Welle und das Halten des Gleichgewichts am leichtesten ist.
Historisch gesehen wurden bis in die 1960er Jahre ausschließlich Longboards gesurft, deshalb gilt Longboardsurfen als Old School und wird meist mit Stilbewusstsein betrieben. Der beliebteste Trick des Longboards ist der Hang Ten, auch Nose Ride genannt, wobei alle zehn Zehen über die Spitze des Brettes ragen. Bekannte Longboarder sind Joel Tudor aus den USA und Bonga Perkins aus Hawaii (USA).

### Shortboard
Aufgrund seiner relativ schwierigen Handhabung ist das Shortboard eher für den fortgeschrittenen Surfer geeignet. Auch hier bestimmen die verschiedenen Bauformen die unterschiedlichen Eigenschaften der Bretter.
- Mini-Malibus gleichen von der Form her einem Longboard, sind aber kürzer als 8 Fuß und damit wendiger als eigentliche Malibus.
- Evolution Boards (auch Funboards genannt) sind für Anfänger gedacht, um den Einstieg auf Shortboards zu erleichtern. Sie sind breiter, länger und dicker als normale Shortboards, von der Form her aber ähnlich mit spitz zulaufendem Bug (Nose).
- Standard Shortboards weisen eine Länge zwischen 6 Fuß und 7 Fuß auf und werden je nach Können und Erfahrung eingesetzt, in der Regel von Fortgeschrittenen. Bei Wettkämpfen werden hauptsächlich Bretter dieser Art eingesetzt.
- Noch kürzere Surfbretter werden Fish (engl.: Fisch), Frog (engl.: Frosch) oder Egg (engl.: Ei) genannt. Ein Fishboard findet seinen Einsatz vor allem bei auflandigem Wind (Wind weht Richtung Küste) und bei kleinen bis kopfhohen Wellen.

### Gun
Eine Sonderform bilden Bretter der Kategorie Gun (Gewehr), die eine Länge von 7 Fuß bis ca. 12 Fuß aufweisen. Sie sind sehr schlank und vorne spitz zulaufend gestaltet und werden für sehr große Wellen verwendet. Die geringe Breite ermöglicht hohe Geschwindigkeiten, und aufgrund ihrer Länge liegen sie auch bei hohen Geschwindigkeiten stabiler im Wasser.

### Bodyboard

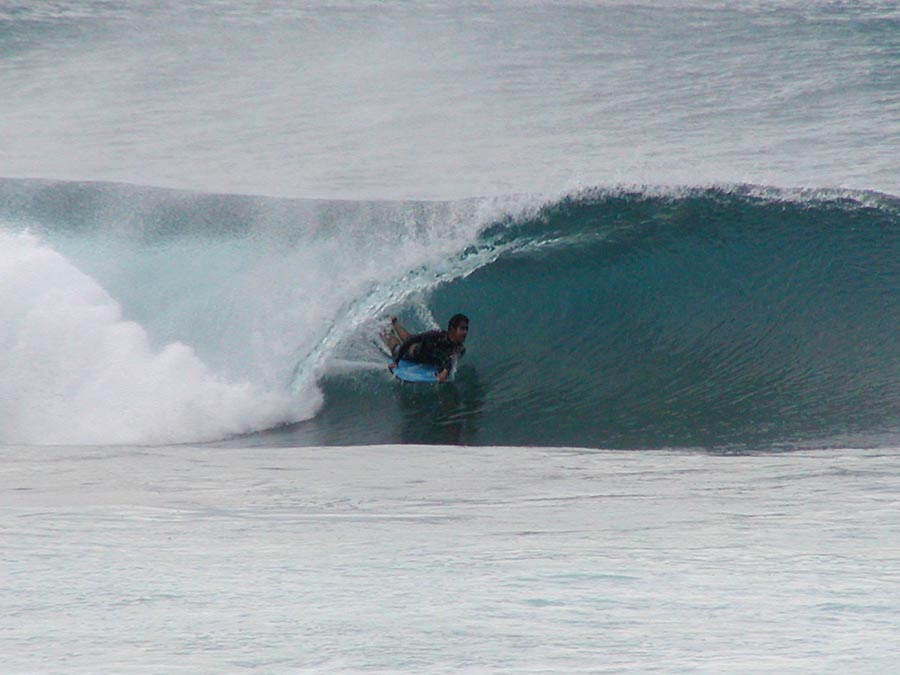
Bodyboarder in einer Tube

Als Bodyboard (oder auch Boogieboard) wird eine besondere Art Surfbrett zum Wellenreiten bezeichnet. Im Gegensatz zum Surfbrett, das stehend benutzt wird, surft man auf einem Bodyboard im Liegen. Bei der Drop-Knee-Variante kniet man mit einem Bein auf dem Board, während das andere aufgestellt ist. Selten wird auch ganz auf dem Bodyboard gestanden. Die Vorteile von Bodyboards sind die schnelle Erlernbarkeit, der einfache Transport und die relativ geringe Verletzungsgefahr durch das Board selbst.
Es gibt einfache Anfängerboards für Kinder bis hin zu Professional Boards, die bis zu 400 Euro kosten. Ein Bodyboard besteht aus Schaumstoff bzw. aus Hartschaum wie Polyethylen oder Polypropylen. Je nach Ausführung wird zur Verstärkung, ähnlich wie beim Surfbrett, ein Stringer aus kohlenstofffaserverstärktem Kunststoff eingelassen. Für Anfänger eignet sich ein Brett, das in der Länge vom Boden bis kurz unter den Bauchnabel reicht und, in der Breite in der Hand gehalten, komfortabel unter die Armbeuge passt. Das Brett wird mittels Leash – einer Fangleine – mit dem Körper verbunden. Die Leash wird meist am Unter- oder Oberarm mit einem Klettverschluss befestigt. Zum Bodyboarden benötigt man spezielle, kurze Schwimmflossen, die in Surfshops erhältlich sind. Diese Flossen werden zum Erreichen der Welle mit kurzen, kräftigen Stößen bewegt. Als Insidertrick für die anfangs möglicherweise unbequem erscheinenden, aber zum Bodysurfen unabdingbaren Schwimmflossen gelten Tennissocken, die im Fußteil getragen werden.
Das Bodyboard kann in fast allen Wellen von 0,5 – 8 Meter benutzt werden. Es eignet sich vor allem für steile Beach- und Reefbreaks mit schnell brechenden Wellen, wie sie z. B. in Puerto Escondido in Mexiko vorkommen. In Deutschland eignet sich die Nordsee auf Sylt bei Westerland und Wenningstedt am besten zum Bodyboarden. In Westerland ist auch Bodyboardausrüstung erhältlich. Andere beliebte Bodyboardreviere in Europa sind Peniche und Ericeira in Portugal und die Nordküsten von Lanzarote und Fuerteventura sowie die Atlantikküste Frankreichs. In Portugal und weiten Teilen Lateinamerikas ist das Bodyboard vielfach beliebter als das Surfbrett.
Erfunden wurde diese Brettform von Tom Morey in den 1970ern, der mit seiner Firma morey-boogie 25 Jahre ein Patent darauf besaß. Inzwischen sind zahlreiche andere Hersteller am Markt.
Ein in der Szene bekannter Protagonist des Bodyboardens ist der Hawaiier Mike Stewart, der als Junge in der Nachbarschaft von Tom Morey wohnte. Er gewann insgesamt 11 Weltmeistertitel im Bodyboarden. Er galt Anfang der 1990er Jahre als einer der besten Wellenreiter, ungeachtet der Ausrüstung, und gewann auch noch im Alter von 42 Jahren Wettkämpfe. Eine jüngere Generation um den Weltmeister von 2006, Jeff Hubbard, konzentriert sich auf Aerials (Luftsprünge), wobei Drehungen bis zu 720 Grad in der Luft erreicht werden.

## Bauformen beim Kitesurfen
Beim Kitesurfen unterscheidet man zwischen Directional-Boards und Bi-Directional-Boards.
- Ein Directional-Board besitzt zwei bis drei Fußschlaufen und kann nur in eine Richtung gefahren werden. Möchte man in die andere Richtung fahren, muss man mit dem Brett wenden (halsen), allerdings setzt dies etwas Geschick voraus. Alternativ muss die Fahrt unterbrochen und das Brett gedreht werden. Der große Vorteil dieses Typs ist, dass es mehr Volumen und daher mehr Auftrieb auf dem Wasser besitzt und dadurch für Anfänger besser geeignet ist, da man bei Lenkbewegungen nicht sofort untergeht. Auch ermöglichen die größeren Finnen ein leichteres und Fehler verzeihendes Fahren.
- Ein Bi-Directional-Board besitzt zwei Fußschlaufen und ist fast symmetrisch gebaut. Daher kann in beide Richtungen ohne Fußwechsel gefahren werden. Da dieser Typ weniger Volumen und kleinere Finnen besitzt, muss schneller und mehr über die Kante gefahren werden als bei Directional-Boards. Fortgeschrittene Kitesurfer benutzen fast ausschließlich diese Bauform.
- Ein Waveboard besitzt wie das Bi-Directional-Board zwei Fußschlaufen, ist aber speziell für Kitesurfen bei Wellengang hergestellt. Der Vorteil ist, dass es sich leichter in die Welle hineindrehen lässt.